# Evžen Odehnal
Evžen Odehnal (29. června 1929 Soběšice – 1995 Ostrava) byl československý zápasník, šestinásobný mistr Československa. Čtyřikrát zvítězil v řeckořímském zápasu (1953, 1954, 1955, 1956,) a dvakrát ve volném stylu (1953, 1954).
Zápasu se věnoval také jeho bratr Kamil.